# Dream Death
Dream Death es una banda de doom metal originaria de Pittsburgh, Estados Unidos, formada en 1984. Su disco, Journey Into Mystery, de 1987, es considerado por algunos como el sonido que dio pie al nacimiento del Death/Doom a finales de los 80 y principios de los 90 producto de una fusión del thrash metal y el traditional doom, y con vocales que remiten invariablemente al hardcore punk. La banda dejaría de existir a finales de 1988 para que sus integrantes dieran luz a la banda de traditional doom, Penance y a la banda de thrash metal, Eviction.

## Historia
Nacida en los tiempos de la primera ola de doom metal esta banda americana vio la luz formada por Brian Lawrence en las vocales y guitarras, Terry Weston en las guitarras, Ted Willians en el bajo y Mike Smail en la batería. Con fuerte influencia del NWOBHM, del traditional doom en sus vertientes más extremas como The Obsessed y Trouble, y del metal extremo de Celtic Frost, lanzan en 1986 su demo More Graveyard Delving inmersos en lo que podrías considerar un "thrash/doom" que se desplazaba entre los ritmos veloces y simples del hardcore punk y thrash metal y los riffeos sabbathescos muy en la vena del Traditional Doom. Tan sólo un año después sacarían al mercado su primer disco, considerado por BNR como uno de los diez mejores álbumes de heavy metal que sacó al mercado la disquera New Renaissance en los ochenta. Journey Into Mystery, de 1987, es un disco experimental que busca combinar (y lo logra exitosamente) el Metal Extremo con el Doom metal, de excelente manufactura, que ganó popularidad a finales de los ochenta entre los amantes del heavy metal, al grado de que el mismo Lee Dorrian reconociera que esta banda sirvió de influencia para que decidiera terminar su relación con la banda mainstream del grindcore, Napalm Death, y formara la banda de culto de la segunda ola del doom metal, Cathedral. 
Poco después del lanzamiento de su álbum debut, Ted Williams abandonaría la banda para unirse a la banda de thrash metal, Eviction. subsecuentemente, Williams se juntaría con el guitarrista de Eviction, Rob Tabachka para formar la banda de garage punk, Pilsner. Por su parte, Terry Weston, Brian Lawrence y Mike Smail formarían la banda clásica de doom metal, Penance. Para el año de 1989, Dream Death era sólo una referencia entre los conocedores del heavy metal.  
En el 2004 lanzan al mercado una compilación de 3 demos de los ochenta conocida como Back From The Dead y producida y distribuida por la disquera de Doom metal, psycheDOOMelic Records. Así mismo anunciaron su intención de reunirse nuevamente para lanzar nuevo material.
El baterista Mike Smail ha participado con su talento en bandas del calibre de Pentagram, Cathedral, Internal Void y Silver Tongued Devil.

## Discografía
- 1987: 'Journey Into Mystery' (CD) New Renaissance